# Macht (politiek)
Macht in de politiek is de invloed die een persoon of organisatie heeft op andere personen of organisaties. Macht over anderen houdt in dat de machthebber hen kan opdragen of dwingen om zijn wensen uit te voeren. Er zijn verschillende gradaties van macht. In een dictatuur is alle macht in de handen van één of een kleine groep mensen; bij tirannie zal die persoon of die groep proberen alle macht in handen te houden, met middelen als geheime politie, terreur en andere geweldsinstrumenten. In een democratie wordt macht of invloed vergroot met overleg, lobbyen, overreding en via de stembus. Een specifieke uiting van macht is gezag. Gezag is gebaseerd op de erkenning of rechtmatigheid om macht uit te oefenen.
Veel mensen in de politiek streven ernaar hun macht te vergroten met alle mogelijke middelen. Volgens 'insiders' is macht over anderen verslavend en als men eenmaal macht heeft is het verleidelijk om die steeds verder uit te bouwen. Ook is het moeilijk om eenmaal verworven macht weer af te staan. Dit heeft enerzijds te maken met het statusverhogende effect van macht, maar anderzijds ook met de extra (financiële en andere) voordelen die macht kan geven.

## Geschiedenis
Toen de mens nog in stamverband leefde was er meestal alleen een leider nodig in crisistijden, zoals conflicten met andere stammen of bij natuurrampen die de stam troffen. Dan was het nodig dat iemand snel beslissingen nam die dan door de anderen uitgevoerd werden. Meestal had de leider dan ook een soort adviesraad samengesteld uit de oudere en ervaren mensen. Toen de samenleving groter en ingewikkelder werd ontstonden de eerste staten. Allengs namen de welvarendste en invloedrijkste mensen en families steeds meer de touwtjes in handen en lieten zich steeds minder beïnvloeden door de 'armere' leden van de samenleving. Dit leidde tot de situatie, waarbij binnen de invloedrijkste families de macht door overerving werd doorgegeven: de aristocratie met aan het hoofd de belangrijkste familie. Eenmaal aan de macht kwamen uit deze families de koningen voort, waardoor de monarchie ontstond. Meestal vonden de koningen het niet goed dat hun macht werd betwist door andere personen of groepen. Vaak volgden op kritiek op de koning zware straffen en niet zelden de doodstraf. Tijdens de Verlichting kwam hierin in het Westen langzaam verandering en werd de macht in sommige landen volgens de trias politica van Montesquieu verdeeld in een wetgevende, een rechtsprekende en een uitvoerende macht. Tegenwoordig is dit in de westerse wereld de norm. In veel andere gebieden van de wereld is echter nog altijd de dictatuur de norm zoals de absolute monarchie, een militaire dictatuur of onder het mom van soms een 'president voor het leven'.

## Macht corrumpeert
Een bekend adagium (bedacht door de Engelse historicus Lord Acton) is: Macht maakt corrupt en absolute macht maakt absoluut corrupt (Power corrupts and absolute power corrupts absolutely).
Dit heeft te maken met het feit dat de verleiding aanwezig is machtsinstrumenten te misbruiken om zodoende voordelen te behalen. Dit kunnen materiële en financiële voordelen zijn, maar ook immateriële voordelen, zoals seksuele gunsten. Ze kunnen al dan niet direct behaald door toepassing van de macht (bijvoorbeeld een dictator die zelf de kiescommissie benoemt die hem prompt met 99.99% van de stemmen tot winnaar van de verkiezingen uitroept) of door anderen tegen betaling of verstrekking van giften met behulp van deze macht voordelen te verschaffen (bijvoorbeeld een onderwijzer die een leerling een goed rapport geeft na een royale gift van diens vader). In dit geval is de machthebber corrupt geworden en worden zijn beslissingen niet meer ingegeven door het algemeen belang maar door het eigen voordeel. Uiteindelijk is dit schadelijk voor de economie en de rechtszekerheid.
Macht kan ook corrumperen in de zin dat de machthebber zo veel macht naar zich toe trekt dat men hem niet meer durft tegen te spreken uit angst voor consequenties voor de eigen positie. Hierdoor ontstaat een situatie als in het sprookje De nieuwe kleren van de keizer, waarin een verkeerde beslissing wordt genomen en uitgevoerd door een gebrek aan controle en overleg, of dat een onwenselijke situatie niet wordt opgelost omdat niemand er iets van durft te zeggen.
Corruptie kan worden voorkomen door een controlesysteem (checks and balances), waarin iedere machthebber gecontroleerd wordt door een andere machthebber of door een collectief. Uiteraard dienen deze controleurs de bevoegdheid te hebben de machthebber te corrigeren en zo nodig te ontslaan of zelfs te bestraffen. Ook kan corruptie worden voorkomen door een te sterke samenballing van macht in een persoon of orgaan te voorkomen, hetgeen in de meeste democratische staten zijn uiting vindt in het principe der scheiding der machten. Aangezien veel machthebbers reputatiegevoelig zijn, kan berichtgeving en naming and shaming ook een corrigerend effect hebben.

## Machtsvacuüm
Wanneer macht wegvalt ontstaat een machtsvacuüm. Macht kan wegvallen doordat een machthebber plotseling wegvalt omdat hij wordt afgezet, overlijdt of vlucht. Ook rampen kunnen een machtsvacuüm creëren, wanneer de overheid alle middelen moet aanwenden voor het bestrijden van de ramp. Een machtsvacuüm kan leiden tot onrust en plunderingen.

## Het meten van macht
Macht speelt in het politieke systeem een centrale rol, daarom wordt aan het meten en registreren van macht veel belang gehecht. Maar het is een gecompliceerd begrip dat zich niet makkelijk leent voor wetenschappelijke meting. Er zijn twee belangrijke beperkende factoren:
- Er is sprake van een tijdketen, doordat er minstens twee momenten zijn: het moment waarop de actor macht uitoefent en het moment waarop de ander zijn gedrag verandert. Bij het meten van macht moet men onder meer nagaan of de overige omstandigheden in die tijdspanne gelijk zijn gebleven. Hoe groter de tijdspanne, hoe groter de kans op tussentijdse veranderingen. De gedragsverandering kan dan het gevolg zijn van de macht van de actor, maar ook van de veranderde omstandigheden;
- Gedragswijzigingen zijn nooit exact te bepalen. Het is haast onmogelijk om vast te stellen wat de reactor had gedaan als de actor géén macht had uitgeoefend. Misschien had hij zijn gedrag dan wel op dezelfde wijze veranderd. Het meten van gedragswijzigingen komt dus neer op het doen van schattingen in termen van waarschijnlijkheid.

Om macht te meten worden verschillende methoden gehanteerd:
- Om vast te stellen welke actoren de meeste macht hebben, gaat men met de formele positiemethode na welke actor de meeste en de meest vergaande formele bevoegdheden heeft. Een minister wordt dan geacht meer macht te hebben dan een topambtenaar, omdat de ambtenaar formeel hiërarchisch ondergeschikt is. Het voordeel van deze methode is dat het bijvoorbeeld door analyse van documenten ook op het verleden is toe te passen. Maar volgens critici is het naïef om macht te meten aan de hand van formele bevoegdheden. Men meet daardoor niet de feitelijke uitvoerende macht of de feitelijke mogelijkheden tot het uitvoeren van macht. Soms kan een bepaalde formele positie eerder een belemmering zijn bij het uitvoeren van macht, en machtsdragers “achter de schermen” blijven buiten beschouwing.
- De netwerkmethode sluit aan bij de formele positiemethode, maar let meer op gedrag dan op formele posities. Gekeken wordt naar de macht die uit kan gaan van netwerken. Bestudeerd wordt “wie met wie omgaat”. Een bekend voorbeeld is het Oxbridge-syndicaat: politieke leiders die op Oxford of Cambridge gestudeerd hebben, blijken te opereren als een hechte groep. De geldigheid van de netwerkmethode is beperkt, want het opsporen van een netwerk betekent nog niet dat dit netwerk feitelijk macht uitoefent.
- Volgens de participatiemethode oefent iemand die deelneemt aan het politieke proces per definitie feitelijke macht uit. Maar een belangrijk punt van kritiek op deze methode is de regel van de geanticipeerde reactie die stelt dat er in het politieke proces sprake is van niet-zichtbare invloed van de ene op de andere deelnemer. Als bijvoorbeeld de regering denkt dat een voorstel in het parlement niet haalbaar is en daarom het voorstel nog vóór de indiening wijzigt, is er feitelijk sprake geweest van een impliciete invloed van het parlement op de regering. De invloed is echter niet zichtbaar geweest, en zal daarom bij toepassing van de participatiemethode niet worden opgemerkt. Een ander punt van kritiek is dat participatie niet altijd leidt tot macht, bijvoorbeeld als op het moment van participatie de beslissing eigenlijk al vaststaat.
- De besluitvormingsmethode let niet alleen op de participatie, maar ook op het gewicht van de invloed van de diverse actoren op de uitkomst van de besluitvorming. Machtsstructuren worden onderzocht door bestudering van belangrijke beslissingen. Nagegaan wordt wie deelnamen aan het besluitvormingsproces en hoe zij zich gedroegen. Via deze methode kan ook machtsuitoefening in het verleden bestudeerd worden. Nadeel van deze methode is dat actoren achter de schermen geen aandacht krijgen.
- De before-after-methode wordt vaak gecombineerd met de besluitvormingsmethode. Deze methode gaat ervan uit dat degene wiens oorspronkelijke eisen het dichtst bij de uiteindelijke beslissing liggen, de meeste macht heeft uitgeoefend. Nadeel van deze methode is dat oorspronkelijke voorkeuren vaak moeilijk te achterhalen zijn, en dat voorkeuren in de loop der tijd veranderen. Ook worden hierdoor bepaalde vormen van machtsuitoefening, zoals het verhinderen dat er überhaupt een besluit genomen wordt, over het hoofd gezien.
- De reputatiemethode vraagt personen hun mening te geven omtrent de vraag wie de meeste macht heeft. Men kan delen van de bevolking enquêteren, maar ook bijvoorbeeld deskundigen of bekleders van formele posities. Volgens critici meet deze methode echter geen macht, maar prestige, wat een sociale status is. Als mensen dénken dat een actor veel macht uitoefent, wil dat nog niet zeggen dat dat ook werkelijk zo ís.
- De conditionele methode is een methode om de macht van organisaties te meten op basis van de middelen waarover deze organisaties beschikken, in combinatie met de wijze waarop zij deze middelen aanwenden. De middelen bestaan uit financiële, culturele (medewerkers en bestuurders) en sociale (netwerk) middelen.

Volgens sommigen meet elke methode een andere dimensie van macht. Daarom worden vaak diverse methoden tegelijk gebruikt. Soms blijken de verschillende methoden dan te leiden tot onverenigbare uitkomsten.

## Machtsbronnen en machtsmiddelen
Er zijn vijf machtsbronnen:
- Beloningsmacht: iemand beïnvloeden door middel van één of meerdere beloningen
- Afgedwongen macht: iemand beïnvloeden door te dreigen met straf
- Legitieme macht: gezag
- Expertisemacht: iemand beïnvloeden door kennis/deskundigheid
- Referentiemacht: iemand beïnvloeden op basis van prestige of bewondering

Machtsmiddelen:
- Positiegebonden
  - Fysieke middelen: bijvoorbeeld opsluiting
  - Economische middelen: bijvoorbeeld boete
  - Informatiemiddelen: bijvoorbeeld het onthouden van informatie, of verstrekken van informatie
- Persoonsgebonden middelen
  - Expertise: bijvoorbeeld iemand wel of niet ondersteunen door het delen van kennis of deskundigheid
  - Relationele middelen: bijvoorbeeld iemand negeren